# Eugène Rouché
Eugène Rouché (* 18. August 1832 in Sommières, Département Hérault; † 19. August 1910 in Lunel) war ein französischer Mathematiker.

## Leben
Rouché wurde 1858 an der Universität Paris promoviert. Er war Gymnasiallehrer am Lycée Charlemagne und danach Professor am Conservatoire National des Arts et Métiers in Paris sowie daneben Prüfer an der École polytechnique.
Er beschäftigte sich vorwiegend mit Funktionentheorie. Nach ihm ist der Satz von Rouché benannt (veröffentlicht in Journal de l´École Polytechnique, Band 39, 1862). Daneben verfasste er damals bekannte Lehrbücher, so ein Geometrie-Lehrbuch in zwei Bänden, zuerst 1883 erschienen, und noch 1922 bei Gauthier-Villars neu aufgelegt, sowie Lehrbücher über graphische Statik und Analysis für Ingenieure. Mit Charles Hermite und Henri Poincaré gab er die Gesammelten Werke von Edmond Laguerre heraus.
In der linearen Algebra wird ein Satz von ihm über die Lösung inhomogener linearer Gleichungssysteme nach ihm benannt (manchmal auch Satz von Roché-Frobenius) Außerdem wird dort ein Satz nach ihm und Alfredo Capelli benannt. 1883 war er Präsident der Société Mathématique de France. Seit 1896 war er Mitglied der Académie des sciences.

## Verweise
1. ↑  Eugène Rouché im Mathematics Genealogy Project (englisch) abgerufen am 2. Juli 2025.
2. ↑  Unabhängig bewiesen von Georges Fontené, mit dem es einen Prioritätsstreit gab. Ferdinand Georg Frobenius stellte den Satz nur in einem Aufsatz 1905 dar und schrieb ihn dort Rouché und Fontené zu.
3. ↑  Verzeichnis der Mitglieder seit 1666: Buchstabe R. Académie des sciences, abgerufen am 23. Februar 2020 (französisch).

| Personendaten    | Personendaten                  |
| ---------------- | ------------------------------ |
| NAME             | Rouché, Eugène                 |
| KURZBESCHREIBUNG | französischer Mathematiker     |
| GEBURTSDATUM     | 18. August 1832                |
| GEBURTSORT       | Sommières, Département Hérault |
| STERBEDATUM      | 19. August 1910                |
| STERBEORT        | Lunel                          |